# Duncan (Oklahoma)
Duncan – miasto w Stanach Zjednoczonych, w stanie Oklahoma, w hrabstwie Stephens. Według spisu w 2020 roku liczy 22,7 tys. mieszkańców. Znane jako miejsce narodzin korporacji Halliburton.
Założone w 1892 roku wraz z pojawieniem się pierwszej kolei. Po odkryciu ropy naftowej w 1921 r. przemysł naftowy zastąpił rolnictwo jako podstawową działalność gospodarczą. 